# Uppslagsverket Finland

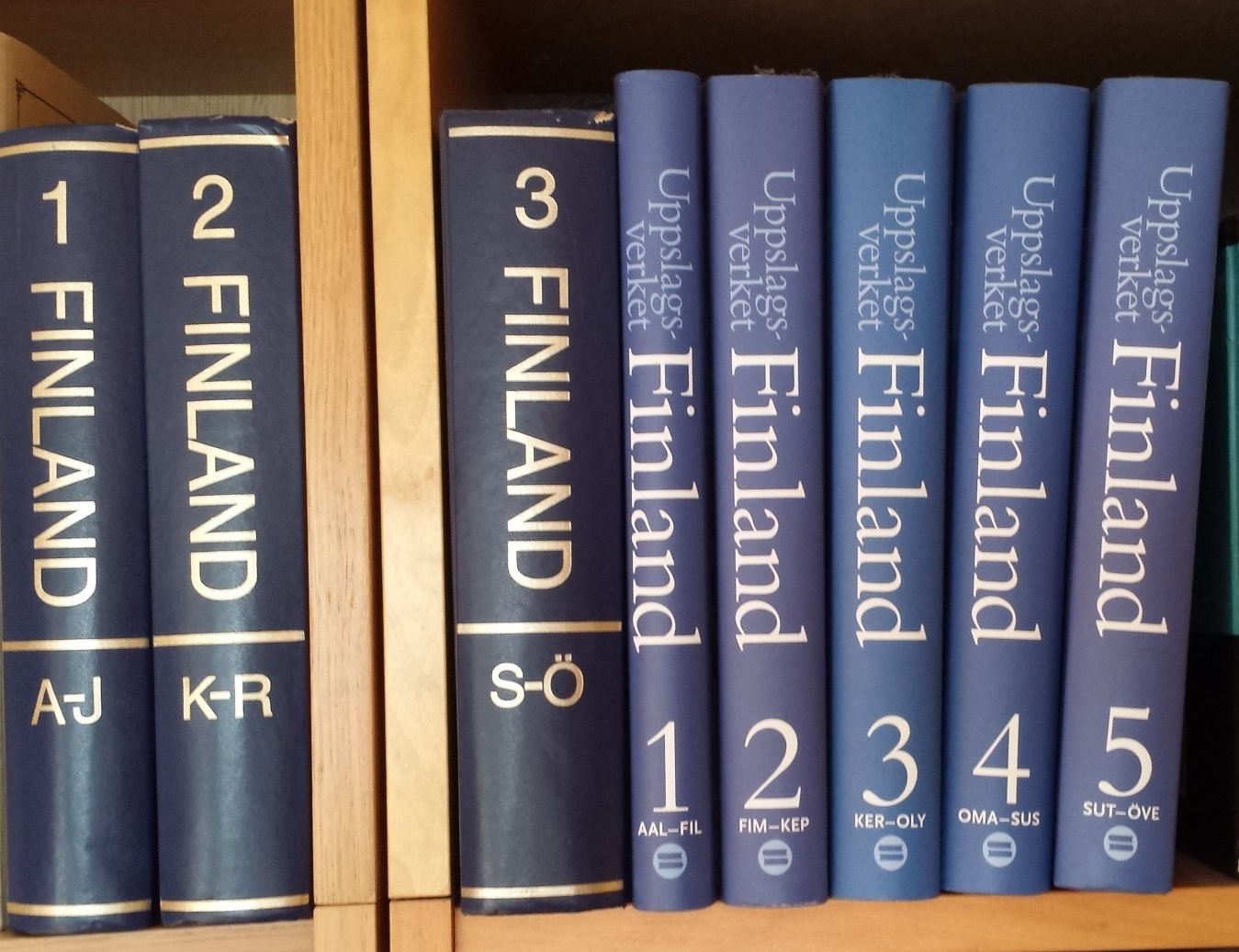
Die beiden Druckauflagen von Uppslagsverket Finland in einem Bücherregal

Uppslagsverket Finland (schwedisch, wörtlich „das Nachschlagewerk Finnland“) ist eine Spezialenzyklopädie mit Fokus auf Svenskfinland, dem schwedischsprachigen Finnland, und das bisher einzige umfassende Nachschlagewerk über Finnland auf Schwedisch.
Zwei gedruckte Auflagen wurden vom Verlag Schildts zwischen 1982 und 1985 bzw. 2003 und 2007 herausgegeben. Seit 2009 ist das Nachschlagewerk als freier Inhalt online verfügbar und wird seitdem unregelmäßig mit Überarbeitungen und neuen Artikeln erweitert. Herausgeber der aktuellen digitalen Enzyklopädie ist der finnlandschwedische Verein Svenska Folkskolans Vänner mit Rabbe Sandelin als letztem verantwortlichen Redakteur.

## Hintergrund
Die redaktionelle Arbeit begann im Juli 1969 unter der Schirmherrschaft des „Vereins finnlandschwedisches Nachschlagewerk“ (Föreningen finlandssvenska uppslagsverk), der auch als Fundraising-Organisation für das Buchprojekt diente. Subventioniert wurde die Herausgabe durch Svenska Folkskolans Vänner (SFV) – eines 1882 für die finnlandschwedische Bildungsarbeit gegründeten gemeinnützigen Vereins – und mehrere weitere finnlandschwedische Stiftungen und Vereine sowie später auch durch den finnischen Staat. Maßgeblich an der Herausgabe beteiligt waren SFV sowie der damalige Buchverlag Schildts, der sich im Besitz des Vereins befand.
Hintergrund des Projektes war die Erkenntnis, dass die vorhandenen finnischsprachigen Nachschlagewerke für Finnland die spezifisch finnlandschwedischen Themen nicht behandeln und diese Thematik auch in schwedischsprachigen Nachschlagewerken aus Schweden vernachlässigt wird. Eine vergleichbare, aber weniger umfangreiche, Spezialenzyklopädie zu Sápmi ist das etwa zwei Jahrzehnte jüngere Werk The Saami : a cultural encyclopaedia. Ein weiteres verwandtes Nachschlagewerk zu Svenskfinland ist die drei Jahrzehnte jüngere finnlandschwedische Nationalbiographie Biografiskt lexikon för Finland. Beide sind heute ebenfalls digital verfügbar.

## Buchauflagen
Die erste Auflage wurde in drei Bänden zwischen 1982 und 1985 veröffentlicht und stellte die bis dahin umfangreichste Veröffentlichung auf Schwedisch in Finnland dar. Jeder Band hatte etwa 700 Seiten. Insgesamt enthielt das Werk etwa 9.000 Lexikonartikel. Das in Finnland und im Ausland vermarktete Buch war ein Verkaufserfolg.

### Titel der ersten Buchauflage

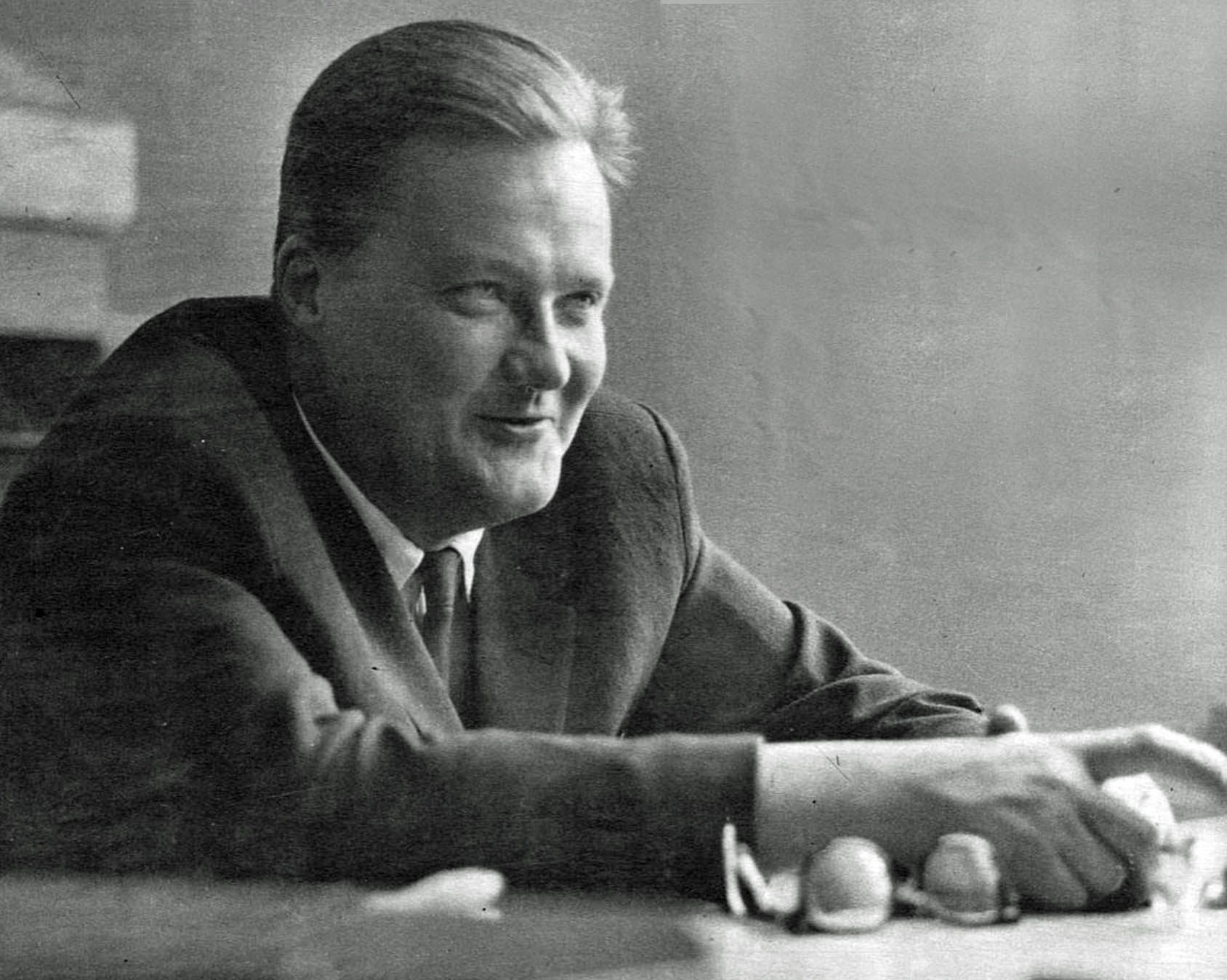
Erik Allardt war der Vorsitzende des Redaktionsrats für die Herausgabe der beiden gedruckten Auflagen von Uppslagsverket Finland.

1. Uppslagsverket Finland 1: A–J (1982), ISBN 951-50-0267-2
2. Uppslagsverket Finland 2: K–R (1983), ISBN 951-50-0296-6
3. Uppslagsverket Finland 3: S–Ö (1985), ISBN 951-50-0331-8

Eine zweite, revidierte und ergänzte, Auflage wurde in fünf Bänden zwischen 2003 to 2007 veröffentlicht, Sie enthält insgesamt etwas mehr als 12.000 Lexikonartikel, wobei die einzelnen Bände jeweils etwa 450 Seiten haben und durchschnittlich 350 Illustrationen enthalten, die meisten in Farbe.
Erneut stand SFV für den Großteil der Finanzierung der Produktionskosten, die sich auf 10 Mio. Euro beliefen.

### Titel der zweiten Buchauflage
1. Uppslagsverket Finland 1: Aal–Fil (2003), ISBN 951-50-1356-9
2. Uppslagsverket Finland 2: Fim–Kep (2004), ISBN 951-50-1369-0
3. Uppslagsverket Finland 3: Ker–Oly (2005), ISBN 951-50-1370-4
4. Uppslagsverket Finland 4: Oma–Sus (2006), ISBN 951-50-1371-2
5. Uppslagsverket Finland 5: Sut–Öve (2007), ISBN 951-50-1372-0

### Redaktion
Der verantwortliche Redakteur für beide gedruckte Herausgaben beim Verlag Schildts war Henrik Ekberg. Unter Vorsitz des Soziologen Erik Allardt wirkte ein wissenschaftlicher Redaktionsbeirat an der Herausgabe des Nachschlagewerks mit.

## Online-Ausgabe
Die zweite Auflage des Nachschlagewerks ließ sich als Druckwerk schwer vermarkten, was zu dieser Zeit auch auf entsprechende Nachschlagewerke in anderen Ländern zutraf. Deshalb wurde das Werk 2009 als freier Inhalt online verfügbar gemacht, und die Lexikonartikel – mit Ausnahme der meisten Fotografien – unter einer CC-BY-Lizenz zur Verfügung gestellt. Diese nicht-kommerzielle, digitale Herausgabe wurde ebenfalls durch SFV finanziert. Während der Verein vor allem die technische Umsetzung sicherstellte, blieb der Verlag Schildts weiterhin verantwortlich für den Inhalt. Erst als Schildts 2012 mit dem Verlag Söderström & Co zu Schildts & Söderströms fusionierte, übernahm SFV auch die Herausgeberschaft des Nachschlagewerks.
Uppslagsverket Finland war zuerst unter der Domain www.uvf.fi zugänglich, heute unter www.uppslagsverket.fi. Die Online-Ausgabe hatte 2009 etwa 12.000 Lexikonartikel, darunter sehr viele Biographien und Beschreibungen von Orten oder anderen geographischen Objekten. Außerdem enthält die Datenbank Fotografien, Graphiken und Landkarten.
Ursprünglich arbeiteten mehrere angestellte Redakteure an Überarbeitungen und Erweiterungen, aber seit 2016 wird nicht mehr aktiv durch eine Redaktion am Nachschlagewerk gearbeitet. Vielmehr werden die Leser aufgefordert, dem Herausgeber Fehler und mögliche Ergänzungen zu melden.

### Redaktion
Die erste verantwortliche Redakteurin für die Online-Ausgabe von 2009 bis 2010 war Sigbritt Backman. Zwischen dem Herbst 2010 und dem Frühling 2012 arbeitete Johan Lindberg in dieser Funktion, und nach dem 1. Juni 2012 war Rabbe Sandelin verantwortlicher Redakteur.
Von Anfang an haben die Herausgeber mit Experten für finnlandschwedische Themen zusammengearbeitet. Im Februar 2016 wurden die folgenden Personen als Mitglieder des Redaktionsbeirats genannt.
- Kristian Donner, Zoologie
- Torsten Edgren, Archäologie
- Patrick Eriksson, Architektur
- Mikael Finell, Geschichte
- René Gothóni, Religion
- Carl-Adam Haeggström, Botanik
- Peter Holmberg, Physik
- Lena Huldén, Geschichte
- Ann-Marie Ivars, Linguistik
- Henrik Knif, Geschichte
- Mikael Korhonen, Geschichte
- Christer Kuvaja, Geschichte
- Mats Liljeroos, Musik
- Joachim Mickwitz, Geschichte
- Jessica Parland-von Essen, Geschichte
- Tom Petterson, Medizin
- Henry Rask, Geschichte
- Tom Söderman, Diplomatie
- Gustaf Widén, Journalistik